# 올림바장조
올림바장조(-長調)는 올림바(F♯)음을 으뜸음으로 하는 장음계이다.

올림바장조의 딴이름한소리 조는 내림사장조이다.